# Nokia 6210
El Nokia 6210 es un teléfono móvil fabricado por Nokia. Se presentó en la feria CeBIT de Hannover en febrero de 2000, sucediendo al Nokia 6110. Además de llamadas y mensajes SMS, tiene muchas otras funciones, incluyendo un reloj despertador, módem HSCSD, cliente web WAP, tres juegos (Snake 2, Pairs II y Opposite), calculadora, aplicación de lista de tareas, calendario, conectividad por infrarrojos, grabadora de voz y cronómetro. El plástico que hay debajo del teclado, que Nokia llamó «Insignia Personal», es extraíble; durante un tiempo, Nokia envió reemplazos promocionales gratuitos, serigrafiados con el texto elegido por el cliente.
El 6210 podía tener la funcionalidad Bluetooth gracias al paquete de conectividad de Nokia, que incluía una batería de repuesto con un adaptador y una antena Bluetooth, interactuando con el teléfono a través de conexiones del compartimento de la batería diseñados para eso y una tarjeta de conectividad con un adaptador PCMCIA, para conectar por Bluetooth a un PC portátil. En diciembre del año 2000 el Bluetooth aún no estaba muy extendido. Las baterías de conectividad estaban disponibles por separado. Se necesitaba una actualización de software para los propietarios actuales del 6210. De esta manera, los 6210 actualizados fueron los primeros teléfonos móviles con conectividad Bluetooth. El paquete de actualización estuvo listo varios meses antes del lanzamiento de los primeros teléfonos con Bluetooth incorporado, pero no se lanzó hasta un tiempo después de ese lanzamiento.

## Cultura popular
En 2014, el activista de derechos humanos y exestrella del punk rock Bob Geldof dijo que todavía usaba un Nokia 6210, 14 años después de su lanzamiento. Citando su naturaleza robusta, se refirió a él como «el AK-47 de los teléfonos móviles».